# ويليام أندروود
ويليام أندروود (26 فبراير 1852 - 9 مايو 1914)  (بالإنجليزية: William Underwood)‏ هو لاعب كريكت بريطاني.